# Franz Schmid (Bergsteiger)
Franz Xaver Schmid (* 17. Januar 1905 in Garmisch; † 18. September 1992 in Neuhaus am Schliersee) war ein deutscher Bergsteiger.
Zusammen mit Hans Ertl durchstieg er am 22. Juni 1931 in 17 Stunden die Nordwand des Ortler als Erster. Wenig später gelang ihm zusammen mit seinem Bruder Toni Schmid (1909–1932) vom 31. Juli 1931 bis 1. August 1931 die Durchsteigung der Matterhorn-Nordwand. Dafür wurde ihm zusammen mit seinem Bruder 1932 durch das Internationale Olympische Komitee der Prix olympique d’alpinisme verliehen.